# Gekarteld goudkammetje
Het gekarteld goudkammetje (Amphictene auricoma) is een borstelworm uit de familie Pectinariidae. Het lichaam van de worm bestaat uit een kop, een cilindrisch, gesegmenteerd lichaam en een staartstukje. De kop bestaat uit een prostomium (gedeelte voor de mondopening) en een peristomium (gedeelte rond de mond) en draagt gepaarde aanhangsels (palpen, antennen en cirri). Amphictene auricoma werd in 1776 als Amphitrite auricoma voor het eerst wetenschappelijk beschreven door O.F. Müller.